# Rafel Socias Company
Rafel Socias Company (Sa Pobla, 1946 - 25 de novembre de 2020  Arxivat 2020-11-26 a Wayback Machine.) enginyer i poeta, va guanyar els premi Ciutat de Palma de 1968 amb Camina caminaràs i el premi Ciutat de Manacor de 1972 amb l'obra Parla Narcís ed. Cort, 1973. Com a enginyer s'ha especialitzat en la investigació del cultiu de l'ametller i la seva millora genètica, temàtiques sobre la qual ha publicat de manera intensa. En 2016 va participar en la publicació del llibre Cinc homes de poble amb Joan Pizà, Andreu Aguiló, Rafel Socias i Tugores, Onofre Pons i Pere Perelló.